# 朱長世 (天啟進士)
朱長世（？—？），字子久，號廉石，南直隸松江府上海縣人，明朝政治人物。同进士出身。

## 生平
天啓元年（1622年）辛酉科順天乡试四十三名舉人，天啓二年（1622年）聯捷壬戌科会试九十六名，三甲二十八名進士。官工部屯田司主事，管台基厂，六年丁忧，崇祯二年除虞衡司主事，管验证所，革职，卒。

## 家族
曾祖父朱豹曾，正德丁丑進士。祖父朱察卿，进士，工部郎中。父朱家。